# ジャガン
ジャガン（ポーランド語: Żagań [ˈʐaɡaɲ] ( 音声ファイル)、ドイツ語: Sagan、チェコ語: Záhaň、ラテン語: Saganum は、ポーランド・ルブシュ県の最南部に位置する都市で、ジャガン郡（Żagań County）の主要都市である。2004年6月30日の時点では、人口 26,665人の都市である。
ジャガンはブプル川とチェルナ川の沿岸に位置し、南部には森林が広がる。1975年から1998年までは、ジェロナ・グラ県に属していた。

## 歴史
言い伝えによると、ジャガンは700年頃、クラク（ポーランドの伝説上の君主で、クラクフの建設者とされる）の孫娘のジャガンナという公女により建設されたとされる。一方記録によれば、12世紀後半にブプル川の船渡し場の近くに要塞として、ボレスワフ4世により建設されたとされている。
歴史に初めてジャガンの名が現れたのは、1202年にある公爵から修道院に送られた文書内で、そこには「ジャガン城主のステファン、ノヴォグルト城主のヴィトスワフ（comes Stephanus castelanus de Sagan, Vizalus de Novocastro）」と書かれている。1227年にヴロツワフ司教のヴァヴジニェツとヘンリク1世の間で結ばれた十分の一税に関する協約の中にも、ジャガンについての記述が見られる。

## 経済
林業、金属、織物業など。

## ジャガンと縁のある有名人
- フランツ・リスト – （ピアニスト、作曲家）ジャガンに数回来訪。
- アルブレヒト・フォン・ヴァレンシュタイン – （軍人）
- ヨハネス・ケプラー – （天文物理学者）
- スタンダール – （小説家）
- オノレ・ド・バルザック – （小説家）
- ヴォルフガング・パーレン – （画家）

## その他
- 第二次世界大戦開始前、ポーランドの諜報機関はジャガンの鉄道にスパイ運転士を送り込み、ドイツ軍の移動に関する情報を集めさせていた。

- 第二次世界大戦中、映画『大脱走』のモデルとなった「第三空軍捕虜収容所」があった。

- 第二次世界大戦終結直後までの町の名前は「ジェガン（Żegań）」であり、現在の「ジャガン」となったのは1940年代後半になってからのことであった。ジャガン市内のいくつかの通りには、現在でも「ジェガン」の名が残っている。

- 1771年に、聖マリア教会の塔にシロンスク地方では初めて避雷針が取り付けられた。

## 姉妹都市
- ダンズ、スコットランド、イギリス連邦
- ネトフェン、ドイツ
- オルトラント、ドイツ
- サントメール、フランス
- テルトウ、ドイツ
- ホティン、ウクライナ